# Generalapotheker (Bundeswehr)
Generalapotheker (dobesedno nemško Generalapotekar; okrajšava: GenAp; kratica: GAP) je specialistični generalski čin za sanitetne častnike farmacevtske izobrazbe v Heeru in Luftwaffe Bundeswehra. Sanitetni častniki medicine oz. dentalne medicine nosijo čin Generalarzta (Heer/Luftwaffe) oz. Admiralarzta (Bundesmarine); čin je enakovreden činu brigadnega generala (Heer in Luftwaffe) in činu admirala flotilje/Admiralapothekarja (Marine).
Nadrejen je činu Oberstapothekerja. V sklopu Natovega STANAG 2116 spada v razred OF-6, medtem ko v zveznem plačilnem sistemu sodi v razred B6.

## Oznaka čina
Oznaka čina je enaka oznaki čina brigadnega generala, pri čemer ima na vrh oznake dodano še oznako specializacije: kača nad izparilnico.
Oznaka čina sanitetnega častnika Luftwaffe ima na dnu oznake še stiliziran par kril.